# Fredriksdals säteri
Fredriksdals säteri är en herrgård i Vagnhärads socken, Trosa kommun.
Fredriksdal bestod ursprungligen av två gårdar om vardera ett mantal skattejord, Vrå och Åkra. De kom att under krono och köptes 1638 av Hans Fredrik Fuchs. Han lade därunder 1/4 mantal i Andersvik och 1/4 mantal i Fågelö samt 1/8 mantal i Fänsåker och 1/8 mantal i Ketselsbo. 1643 sägs ett säteri vara uppfört på ägorna.  
Hans Fredrik Fuchs avled redan före 1642, och det var hans änka Kerstin Wijk (död 1652) som fullföljde godskonsolideringen. Genom lån till kronan lyckades hon lägga ytterligare gårdar i Risved, Skåäng och Trosa under godset, dock i form av förläningar och inte av köp. Godset kom att ärvas av Kerstin Wijks dotter Margareta Becker, gift med William Barclay (1603–1676). Det kom därefter att ärvas av deras son Vilhelm Patrik Barclay. Under 1660-talet utökades egendom en ytterligare genom att byn Åda lades under godset. På 1680-talet börjar namnet Fredriksdal användas om godset.  
Vilhelm Patrik Barclay råkade på obestånd och sålde godset till Robert Kinninmundt omkring 1690. Han tycks dock endast tillfälligt varit ägare, på 1690-talet var åter släkten Barclay ägare till Fredriksdal. Kort därpå var Didrik Rathsack ägare, och han sålde i sin tur 1697 gården vidare till Georg Thomas von Berchner.  
Fredriksdal kom att ärvas av en dotter gift med Arvid Hägerflycht (död 1752). Han utverkade ett byte där han utverkade att Vrå och Åkra blev arvefrälse mot att byta bort ett antal gårdar i Runtuna och Bärbo socknar. Fredriksdals status som säteri hade nämligen kommit att frågasättas 1683 och dras in, och i stället omvandlats till livstidsdonation. Frågan om säterinaturen kom att fortsätta att leda till fortsatta tvister så sent om 1819. Fredriksdal kom att stanna inom ätten Hägerflycht till slutet av 1800-talet då den såldes till Johan Anton Berndes. 